# Pseudapis fugax
Pseudapis fugax là một loài Hymenoptera trong họ Halictidae. Loài này được Morawitz mô tả khoa học năm 1877.